# Musik i Sydafrika
Sydafrikas musikhistoria från 1630-talet och framåt kan grovt delas in i två perioder. 1650-talet till sekelskiftet 1800 samt perioden därefter fram till idag. Under 1900-talet har en rad musikgenrer utvecklats i landet, bland annat pop, folkmusik, reggae, amapiano, kwaito, gqom, punk, disco, goth, gospel samt musikgenrer kopplade till landets etniska grupper.
Av framstående sydafrikanska populärmusiker kan nämnas sångerskan Miriam Makeba, trumpetaren Hugh Masekela, sångaren Johnny Clegg och kören Ladysmith Black Mambazo. Kända namn inom konstmusiken är bland andra John Joubert, Arnold van Wyk och Gideon Fagan.